# Benedetto Calati
Benedetto Calati (Pulsano, 12 mars 1914 – Camaldoli, 21 novembre 2000) est un moine camaldule. Il est spécialiste du monachisme bénédictin.

## Biographie

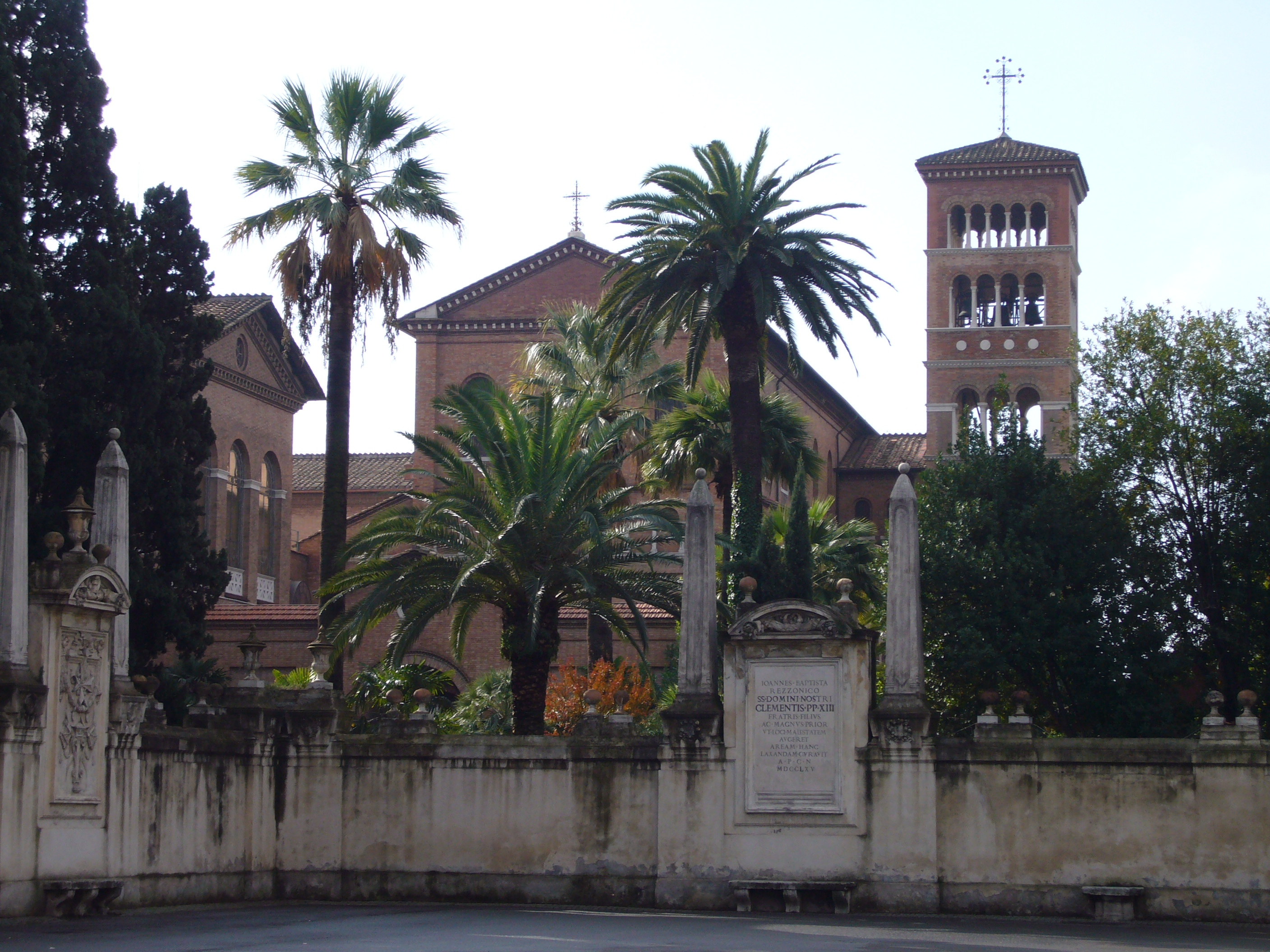
L'Athénée pontifical de Saint-Anselme, où Benedetto Calati a occupé la chaire de spiritualité religieuse.

Benedetto Calati est né à Pulsano (Tarente) le 12 mars 1914. Après être entré chez les Carmes de Mesagne (Brindisi), il entre le 11 juillet 1930 en tant que novice à l'ermitage de Camaldoli.
Il a complété ses études de théologie et a suivi des cours au séminaire régional de Fano et à l'Université pontificale Saint-Thomas-d'Aquin.  Au cours des années 1940, il est nommé maître des clercs au monastère de Fonte Avellana, dans la Province de Pesaro et d'Urbino. Au cours de cette période, il approfondit sa connaissance spirituelle des Pères de l'Église et des sources camaldolaises auprès du prêtre Don Anselmo Giabbani.
Au chapitre général de septembre 1951 célébré à Rome, il est nommé procureur de l'Ordre du Christ (Saint-Siège) et supérieur du monastère de San Gregorio al Celio à Rome, fonctions qu'il occupe jusqu'en 1969. Durant ces années, il est invité par le doyen de la faculté de théologie de l'Athénée pontifical Saint-Anselme, le père Cipriano Vagaggini, à occuper la chaire de spiritualité monastique médiévale du nouvel institut monastique. Benedetto Calati conserve cette chaire pendant plus de trente ans, apportant une contribution considérable à la connaissance de la tradition bénédictine et à la formation de dizaines de moines pour étudier les sources de la tradition monastique médiévale.
Au cours de cette période « romaine », le père Calati se noue d'amitié  avec des personnalités politiques et intellectuelles telles que Felice Balbo, Giorgio Sebregondi, Alessandro Fé d’Ostiani, Ubaldo Scassellati, Pietro Pratesi, Raniero La Valle, Giuseppe Dossetti, Giorgio La Pira et Giuseppe Lazzati, Angelina, Giuseppe Alberigo, Paolo Prodi et Mario Melloni.
Au chapitre général de 1969, le père Calati est élu à l'unanimité prieur général de la Congrégation camaldule de l'ordre de Saint-Benoît, poste qu'il occupe jusqu'en 1987. Au cours de ses dix-huit années de service en tant que prieur général, le père Calati insiste particulièrement sur ces points programmatiques :
- attention constante à la Parole de Dieu dans l'engagement envers la lectio divina et l'homélie quotidienne;
- primauté de la personne sur toute loi ou coutume humaine;
- fidélité à la prière commune;
- l'ouverture au peuple, en dialogue constant avec tous ceux qui s'adressent aux moines et dans l'ouverture œcuménique.

Il a favorisé les voyages des moines à l'étranger, approfondi l'ouverture œcuménique de la Congrégation, entamé des pourparlers judéo-chrétiens et les réunions de Montegiove. Celles-ci et d'autres initiatives menées au cours de son gouvernement, en particulier le développement théologique et culturel des moines, ont fait de Camaldoli un synonyme d'accueil pour tous en respectant les convictions de chacun.  
Il meurt à Camaldoli le 21 novembre 2000.